# Герб Северной Карелии
Герб Северной Карелии (фин. Pohjois-Karjalan vaakuna)  — наряду с флагом Северной Карелии является официальным символом области Северная Карелия Финляндии.

## Описание
Геральдическое пояснение герба гласит:

На красном поле две руки выступают, ударяя друг друга, правая, в доспехах, держит меч, а левая, прикрытая кольцевыми доспехами, держит в голой руке изогнутую саблю; все серебро, кроме рукояток оружия, золотое; вверху золотая корона.

## История
Впервые герб Карелии появляется в XVI веке, когда карельская земля принадлежала Швеции. Его первое известное изображение датируется 1562 годом. Считается, что герб отражает расположение Карелии как приграничного региона между Швецией и Россией и борьбы, которая велась между Западом и Востоком. Мотивы герба повторяются и в нынешнем гербе Финляндии. Герб Карелии изображён на надгробии шведского короля Густава Вазы в соборе Уппсалы (1583 год). Титул князя Корельского был частью российского царского титула, и после Ништадтского мирного договора этот герб стал использоваться и как титульный российским императором. Он же стал основой для герба Выборгской губернии, использовавшегося в 1797—1812 годах (с императорской короной и короной Великого Княжества Финляндского), а позже — для увенчанных коронами гербов Санкт-Михельской и Куопиоской губернии в составе Великого княжества Финляндского (герб Куопиоской губернии включал также области Северное Саво). 
После провозглашения независимости Финляндии исторический герб стал основой для гербов различных административно-территориальных единиц Финской Карелии, в том числе Куопиоской губернии. Например, до 1997 года он был гербом губернии Северная Карелия, образованной в 1960 году, а после укрупнения губерний с 1997 по 2009 год — частью герба губернии Восточная Финляндия, включавшего также герб Северного Саво. Символом области Северная Карелия стал Карелии без короны на щите. Областной герб стал основой для флага области, на котором, помимо герба и короны герба, по краю, сбоку от древка, изображена стилизованная зубчатая крепостная стена. Правительство области Северная Карелия утвердило флаг 8 июня 1997 года. Элементы флага повторяются и в муниципальных флагах Северной Карелии. 

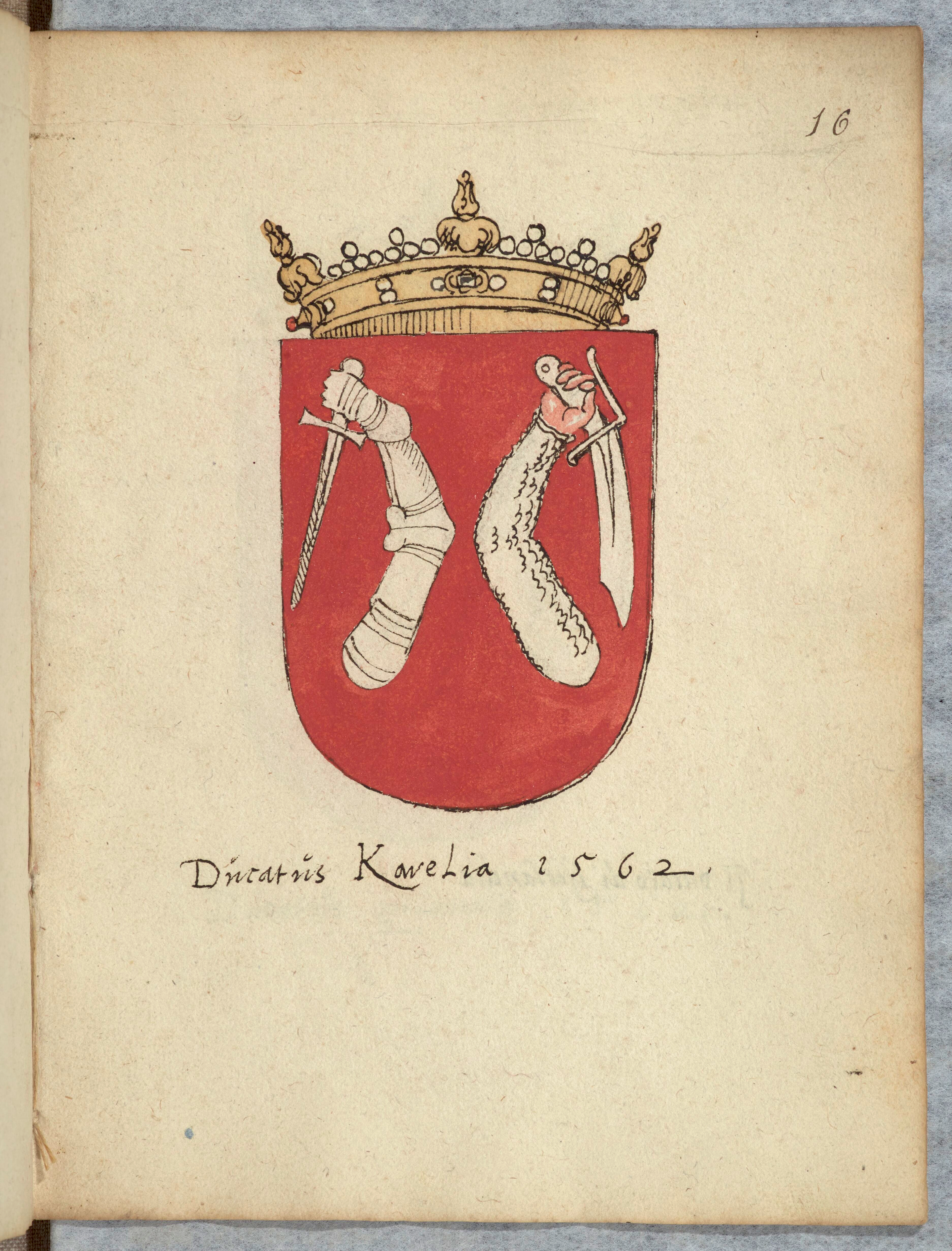
Герб Карелии в гербовнике 1562 года. Национальная библиотека Франции, Париж
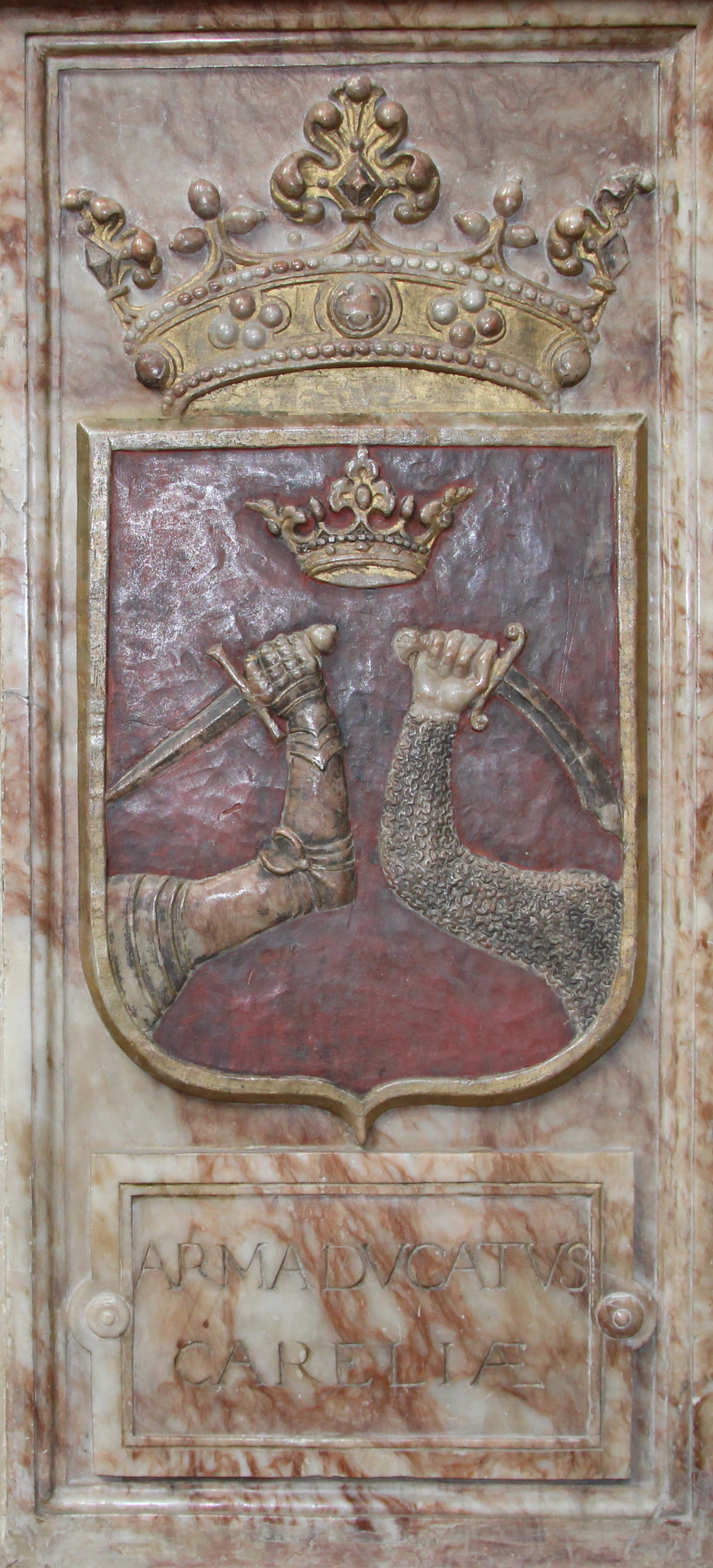
Изображение на надгробии Густава Вазы
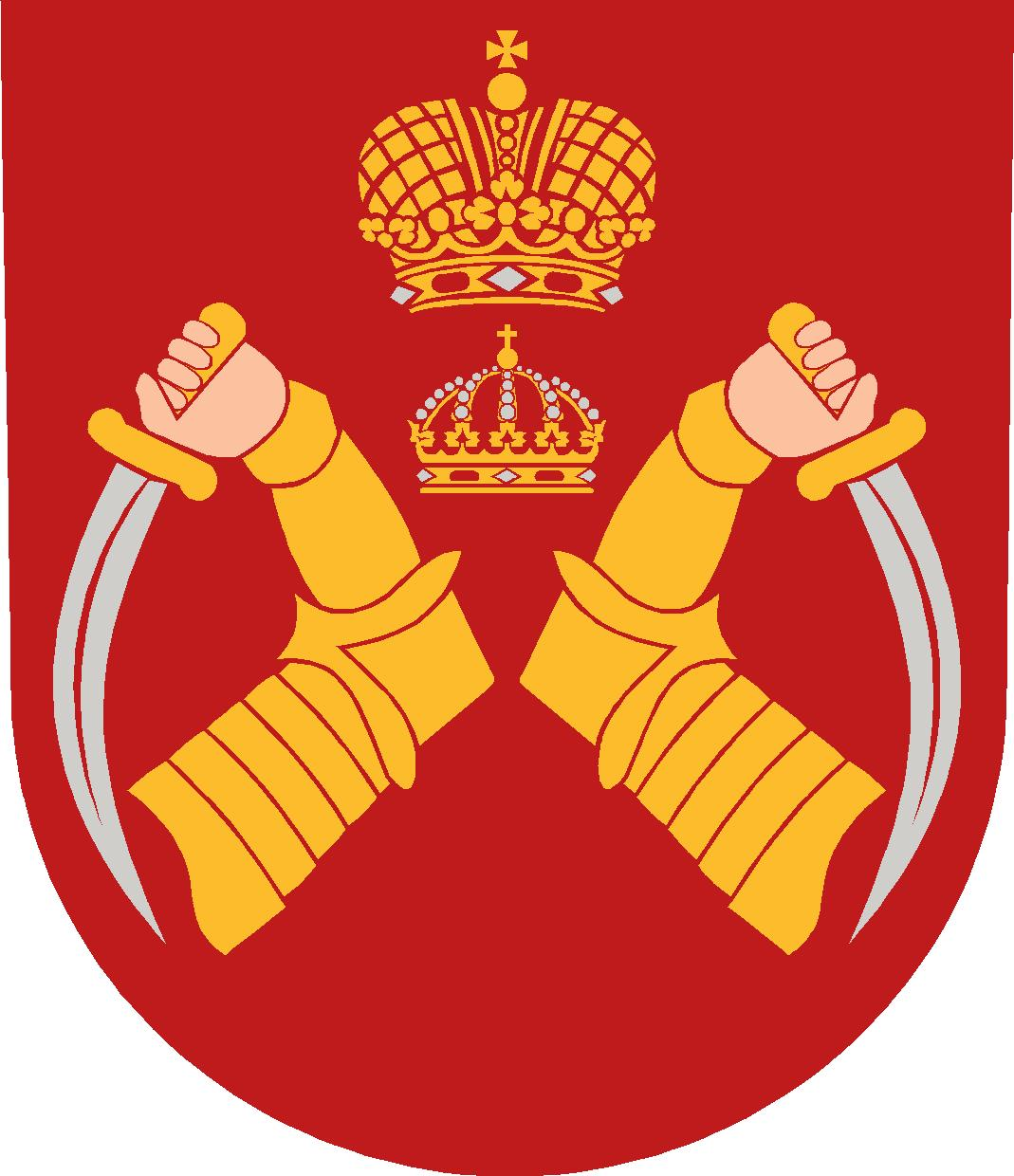
Герб Выборгской губернии с 1797 по 1812 год
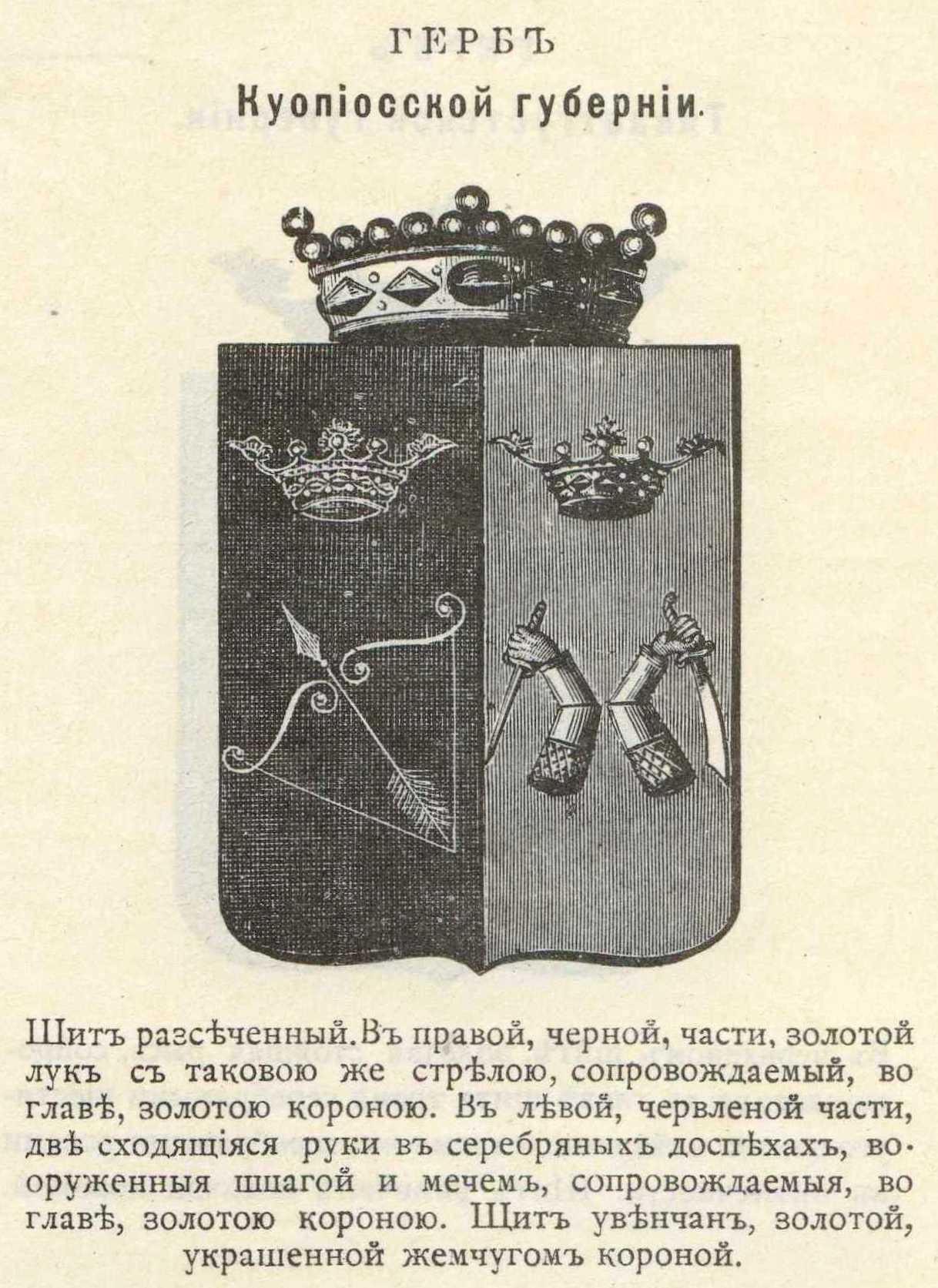
Герб Куопиоской губернии
Герб губернии Восточная Финляндия с 1997 по 2009 год
Герб исторической провинции Карелия, который также использовался в качестве герба округа Северная Карелия с 1962 по 1997 год
Флаг области Северная Карелия